# MONOEYES
MONOEYES（モノアイズ）は、日本のロックバンド。レーベルはユニバーサルミュージック内のEMI Records。

## 概要
ELLEGARDENやthe HIATUSでも活動する細美武士によって結成された。スコット・マーフィー、一瀬正和、戸高賢史は当初は細美が自身のソロアルバムの制作のために呼んだメンバーだったが、その過程でバンドとして活動することが決まった。細美曰く、「残りの3人が"細美のソロを手伝う"という気分で来てればソロだったし、"このバンド面白そうだ"ってバンドをやる気で来てたらバンドになるしってところだった」という。
細美がELLEGARDENの活動休止（2008年）後に立ち上げたthe HIATUSではメンバー全員で作曲を行なっており、また細美のボーカルも楽器パートのうちの1つという位置付けであるが、細美自身としては、MONOEYESはボーカルをメインとし、歌詞も音の響きの面白さよりも内容を重要視しているとのことである。1stアルバム『A Mirage In The Sun』は細美が作詞作曲の他に全パート分の楽譜をある程度下書きするなど、「とにかく人生で1回、自分で完璧に納得するところまで（一人で）やりたいから手伝ってくれ」という感覚でメンバーに接したという。しかし2作目以降はそのような作り方をする気は無いと語っており、実際に2ndシングル『Get Up E.P.』からはスコット・マーフィーが手がけた楽曲も収録されるようになっている。
バンド名はTVアニメ「機動戦士ガンダム」に登場するジオン軍のモビルスーツに共通の特徴であるモノアイ（単眼）に由来し、ガンダム世代の細美が名付けた。「S」を付けたのは語感から。

## メンバー
- 細美 武士（ほそみ たけし、1973年2月22日（52歳） - ）
ボーカル・ギター。
  - 千葉県香取市出身。神田外語大学卒業。ほぼ全楽曲の作詞・作曲を担当。
  - ELLEGARDEN、the HIATUS、the LOW-ATUSのギターボーカルを務める。
- スコット・マーフィー（1979年2月11日（46歳） - ）
ベース・コーラス。
  - アメリカ合衆国イリノイ州シカゴ出身。一部楽曲の作詞・作曲を担当。
  - アメリカのポップパンクバンド「Allister」のベースボーカルを務める。
  - 2008年に自身の名で日本においてソロデビューを果たしたほか、WEEZERのボーカル・Rivers Cuomoとのユニット「スコット&リバース」としても活動中。
- 戸高 賢史（とだか まさふみ、1982年7月22日（42歳） - ）
ギター。
  - 大分県佐伯市出身。
  - Ropes、Crypt City、ART-SCHOOLのギターを務めるほか、坂本美雨、TK from 凛として時雨、片平里菜など、様々なアーティストのレコーディングおよびライブサポートに参加。
- 一瀬 正和（いちせ まさかず、1974年7月13日（50歳） - ）
ドラムス。
  - 神奈川県出身。
  - スリーピースロックバンド「ASPARAGUS」のドラムボーカル、the HIATUSのドラムスを務めるほか、LOW IQ 01、BACK DROP BOMBなど他アーティストのサポートとしても活動。

## 略歴
- 2015年
  - 5月13日、バンド名、メンバー発表[8]。
  - 6月24日、1st EP『My Instant Song E.P.』をリリースし、デビューを果たす。
  - 7月29日、1stアルバム『A Mirage In The Sun』をリリース。
  - 7月30日-11月6日、全30公演のツアー「A Mirage In The Sun Tour 2015」を敢行。一部公演にはゲストバンドが招致された。
  - 9月12日-17日、Fire Ex.、THORNAPPLEらと共にアジア3ヵ所を巡るサーキットツアー「Far East Union Vol.1」を開催した。
  - 11月24日-12月20日、全10公演のツアー「Cold Reaction Tour 2015」を開催。なお、11月24日のZepp Divercity公演のみ、ゲストバンドとしてJOHNSONS MOTORCARが参加した。
- 2016年
  - 3月9日、1st DVD&Blu-ray『MONOEYES Cold Reaction Tour 2015 at Studio Coast』をリリース。2015年に行われたツアー「Cold Reaction Tour 2015」の12月17日の新木場スタジオコースト公演の模様が収録されている。
  - 10月26日、2nd EP『Get Up E.P.』をリリース[9]。
  - 10月31日-12月22日、全22カ所を回る「Get Up Tour 2016」を開催[9]。
- 2017年
  - 7月5日、2ndアルバム『Dim The Lights』をリリース[10]。
  - 7月12日-10月21日、全28公演のツアー「Dim The Lights Tour 2017」を開催。
- 2018年
  - 5月1日 - 7月6日、全23公演の対バンツアー「Mexican Standoff Tour 2018」を開催[11]。
- 2019年
  - 11月6日、3枚目のEPとなる『Interstate 46 E.P.』を発売。また、これに合わせて全15公演の「Interstate 46 Tour 2019」を11月14日から12月18日にかけて開催。
- 2020年
  - 9月23日、3rdアルバム『Between the Black and Gray』をリリース。
  - 10月1日 - 12月2日、「MONOEYES Semi Acoustic Tour 2020」を開催。
  - 10月19日、無観客配信ライブ「Between the Black and Gray Live on Steaming 2020」を日本武道館で開催。
- 2021年
  - 8月1日 - 11月21日、有観客としては初となる日本武道館公演（11月2日）を含む全31公演のツアー「Between the Black and Gray Tour 2021」を開催。

## ディスコグラフィー

### 参加作品
| 発売日         | タイトル                             | 規格品番                                    | 収録曲     | 最高位 |
| -------------- | ------------------------------------ | ------------------------------------------- | ---------- | ------ |
| 2017年10月18日 | PAUSE 〜STRAIGHTENER Tribute Album〜 | TYCT-69121 (初回限定盤) TYCT-60109 (通常盤) | ROCKSTEADY | 9位    |
| 2020年4月19日  | MUSIC UNITES AGAINST COVID-19        |                                             | Red Light  |        |

### 公式バンドスコア
シンコーミュージック・エンタテイメントより発売。
- A Mirage In The Sun - 2016年4月22日初版発行 ISBN 978-4401358359

## ミュージックビデオ
| 公開日         | 監督                        | 曲名                                                                         | 備考                                         |
| -------------- | --------------------------- | ---------------------------------------------------------------------------- | -------------------------------------------- |
| 2015年6月22日  | フカツマサカズ              | My Instant Song                                                              |                                              |
| 2015年7月28日  | フカツマサカズ              | Run Run                                                                      |                                              |
| 2016年3月7日   | 瀬里義治                    | "When I Was A King" from「MONOEYES Cold Reaction Tour 2015 at Studio Coast」 |                                              |
| 2016年10月24日 | 瀬里義治                    | Get Up                                                                       |                                              |
| 2017年6月30    | フカツマサカズ              | Free Throw                                                                   |                                              |
| 2017年7月3日   | JEREMIE CARREON&JASMINE UNG | Two Little Fishes                                                            | Motion Design: Jeremie Carreon & Jasmine Ung |
| 2018年3月23日  | 野田竜司                    | “Get Up” from「Dim The Lights Tour 2017 at Studio Coast」                    |                                              |
| 2019年11月4日  | 大喜多正毅                  | Interstate 46                                                                |                                              |

### その他
| 公開日        | タイトル                                                   |
| ------------- | ---------------------------------------------------------- |
| 2016年3月4日  | "MONOEYES Cold Reaction Tour 2015 at Studio Coast" Trailer |
| 2018年3月14日 | “Dim The Lights Tour 2017 at Studio Coast” Trailer         |

## ライブ

### ツアー
- 主催ツアーについて記載